# Montegridolfo
Montegridolfo is een gemeente in de Italiaanse provincie Rimini (regio Emilia-Romagna) en telt 960 inwoners (31-12-2004). De oppervlakte bedraagt 6,8 km², de bevolkingsdichtheid is 155 inwoners per km².

## Geografie
Montegridolfo grenst aan de volgende gemeenten: Mondaino, Saludecio, Sant'Angelo in Lizzola (PU), Tavullia (PU).

## Foto's

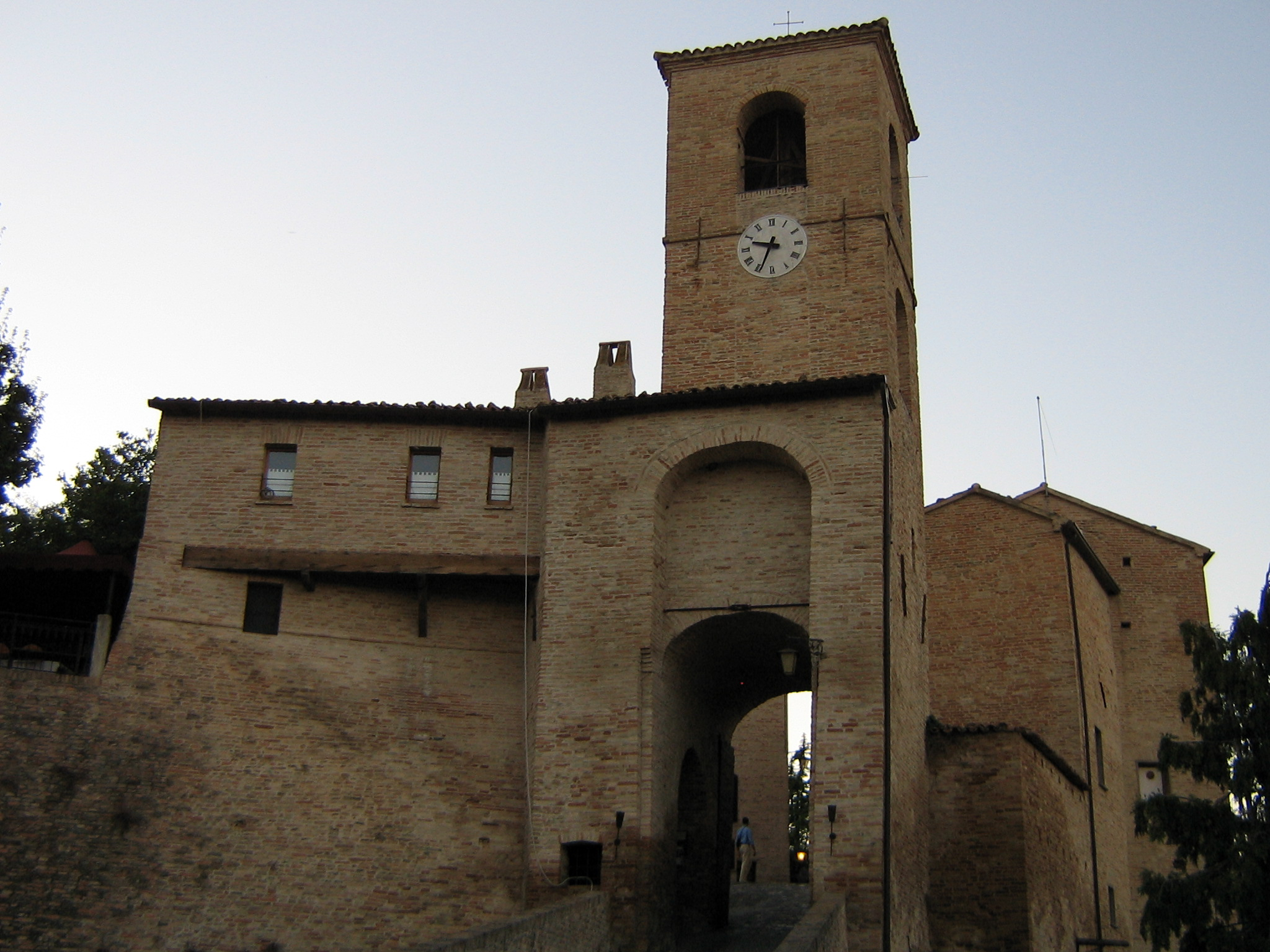
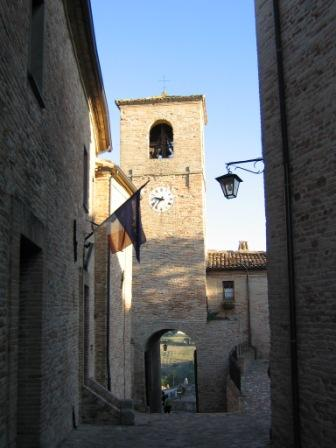

Bellaria-Igea Marina · Cattolica · Coriano · Gemmano · Misano Adriatico · Mondaino · Monte Colombo · Montefiore Conca · Montegridolfo · Montescudo · Morciano di Romagna · Poggio Berni · Riccione · Rimini · Saludecio · San Clemente · San Giovanni in Marignano · Santarcangelo di Romagna · Torriana · Verucchio
- Library of Congress Control Number: nr2001028800
- Nationale Bibliotheek van Israël: 987007494256605171
- Virtual International Authority File: 167422292

1. ↑  https://demo.istat.it/?l=it.